# Gaveta Aberta
Gaveta Aberta é um livro do gênero poesia escrito por Ítalo Anderson, publicado e lançado no Brasil em 2014, com publicação e lançamento internacionais em 2018.
Em dezembro de 2017, foi anunciada a tradução do livro para a língua francesa, bem como lançamento nas cidades de Paris, Montréal e  Quebéc. 

## Sinopse
De indiscutível pendor literário e criativo, Gaveta Aberta traz-nos uma poesia fresca, juvenil e muito pictórica. Ao lê-la, e através de recursos estilísticos 
riquíssimos dos quais se destaca a metáfora, somos levados a um imaginário poético imbuído de realidades, emoções e inquietações. 